# North Charleroi, Pennsylvania
North Charleroi là một thị trấn thuộc quận Washington, tiểu bang Pennsylvania, Hoa Kỳ. Năm 2010, dân số của thị trấn này là 1313 người.